# الحيرة (فلم)
الحيرة فيلم مغربي تلفزيوني من إنتاج القناة الثانية المغربية سنة 2003 للمخرج مجيد رشيش. الفيلم من بطولة حسن الصقلي، حميد الزوغي ومحمد مروازي, هذا الأخير يلعب دور ابن عائلة غنية بضواحي مدينة الدار البيضاء وعشقه لإحدى الفتيات حيث يحاول بطرق مختلفة التقرب منها ولو بالتخفي في دور مخرج أفلام مستغلا قدراتها المميزة كممثلة.